# Arigbuha
Arigbuha (mongolsko Аригбуха хаан, Arigbuha haan, kitajsko 阿里不哥) je bil sedmi in najmlajši Tolujev sin in Džingiskanov vnuk, * okoli 1219, † 1266.
Po smrti svojega brata, velikega kana Möngkeja, se je razglasil za velikega kana Mongolskega cesarstva Vladal je malo časa v odsotnosti svojih bratov Kublaja in Huleguja. Ko se je Kublaj leta 1260 vrnil v Mongolijo na volitve velikega kana (kurultaj) sta bila zaradi razprtij v cesarstvu izvoljena oba brata, Kublaj in Arigbuha. Začela se je tolujske državljanska vojna, ki je imela za posledico delitev Mongolskega cesarstva. Arigbuho so podpirali mongolski tradicionalisti, Kublaja pa visoko plemstvo v severni Kitajski in Mandžuriji.

## Zgodnja leta
V mladosti se je kot opazovalec udeležil kurultajev, na katerih sta bila za velikega kana izvoljena njegov stric Ögedej in njegov naslednik Gujuk. Arigbugov položaj med Bordžigini se je močno okrepil po letu 1250, ko je bil za velikega kana izvoljen njegov starejši brat Möngke. Znan je tudi po tem, da je bil naklonjen krščanstvu, kar potrjujejo zapisi frančiškana Guillauma de Rubroucka, odposlanca francoskega kralja Ludvika IX.

## Borba za nasledstvo

### Veliki kan
Leta 1258 se je Mongke kan odpravil na vojni pohod proti južni Kitajski in vse zadeve v domovini prepustil Arigbuhi. Naslednje leto je Möngke umrl. Ker je Arigbuha takrat vladal v Mongoliji in ker je bil Kublaj takrat na Kitajskem na vojnem pohodu proti Južnim Songom, je poskusil samega sebe ustoličiti za velikega kana. Ko je Kublaj izvedel za njegov načrt, je prekinil vojni pohod in bil aprila 1260 izvoljen za kana. 
Arigbuha je imel kljub temu še vedno veliko pristašev, med katerimi so bili njegovi sinovi, Mongkejeva vdova, knezi iz Zlate horde in vplivni ministri, ki so ga na kurultaju v Karakorumu izvolili za Kublaju rivalskega kana. Pridružili so se mu Turguti iz njegove osebne garde, elita iz Bele horde in Oirati, ker je bil eden od njihovih poveljnikov poročen z njegovo hčerko. Arigbuha  in Kublaj sta se zatem večkrat spopadla. Arigbuha  je ubil Kublajevega kandidata za prestol Čagatajskega kanata in namesto njega ustoličil svojega zaveznika Alguja. Algujeva naloga je bila braniti kanat pred Hulegujem in Berkejem iz Zlate horde. Algu je namesto tega dezertiral in zaradi velikega plena ubil Arigbugove odposlance. Kmalu zatem sta se Arigbuha in Algu spopadla. V prvem spopadu je bil Arigbuha  poražen, v drugem pa je zmagal in prisilil Alguja na beg proti zahodu.

### Vdaja
Arigbuha je zaradi neprekinjene vojne z bratom Kublajem, ki je imel razen močne mongolske  konjenice tudi alanske in turške konjenike in številne kitajske in korejske pešake. Vojska Kublajevega zaveznika, Ögedejevega sina Kadana, pod poveljstvom generala Alandarja je dvakrat zavzela Karakorum. Razen tega je Kublaj blokiral vse trgovske poti iz severne Kitajske v Mongolijo in prekinil dobavo hrane in Arigbuha se je leta 1264 vdal. Na Kublajevo vprašanje, kdo je bil v boju za položaj velikega kana na pravi strani, je še vedno ponosno odgovoril: "Prej smo bili mi, danes sta pa vi" in brata sta se zatem objela. 
Kublaj je Arigbuhove spremljevalce usmrtil, njega in njegovega zaveznika, Möngkejevega sina Asutaja, pa je pomilostil. Hulagu, Berke in Algu so Kublajevo odločitev priznali. Arikbek je ostal v Kublajevem ujetništvu vse do svoje smrti dve leti kasneje. Nekateri poznavalci trdijo, da so ga zastrupili.

## Zapuščina
Zgodovinar David Morgan o Arigbuhi pravi: "Arigbuha je med Mongoli predstavljal tradicionalen način razmišljanja, kateremu je Kublaj s svojimi dejanji in obnašanjem po letu 1260 nasprotoval. Nekateri Mongoli so Kublajevo obnašanje občutili kot nevarno pomehkuženje, ker se je nagibal k vzpostavitvi civilizacije in kitajskemu načinu življenja. Po njihovem mnenju bi moralo središče Mongolov ostati v Mongoliji, njihov nomadski način življenja bi moral ostati nedotaknjen, Kitajska pa bi morala biti samo predmet izkoriščanja. Arigbuha je bil ključna osebnost, ki je zastopala takšna stališča."
Zgodovinarji so prepričani, da je njegovo zapuščino nadaljeval Kajdu. Arigbuha je sicer izgubil svojo moč, nekateri njegovi potomci pa so kljub temu postali pomembne osebnosti v Ilkanatu in v Severnem Juanu. Med njimi  sta bila najbolj znana ilkan Arpa Ke'un in cesar Severnega Juana Jesüder (Jorigtu kan).

## Sklic
1. ↑  Morgan, David (2007). The Mongols. Blackwell Publishing. str. 104–105. ISBN 1405135395.